# Старая Николаевка (Ровненская область)
Старая Николаевка (укр. Стара Миколаївка) — село в Смыгской поселковой общине Дубенского района Ровненской области Украины.
Население по переписи 2001 года составляло 1024 человека. Почтовый индекс — 35655. Телефонный код — 3656. Код КОАТУУ — 5621689511.